# Lukovek
Lukovek este o localitate din comuna Trebnje, Slovenia, cu o populație de 78 de locuitori.